# Каулитц, Билл

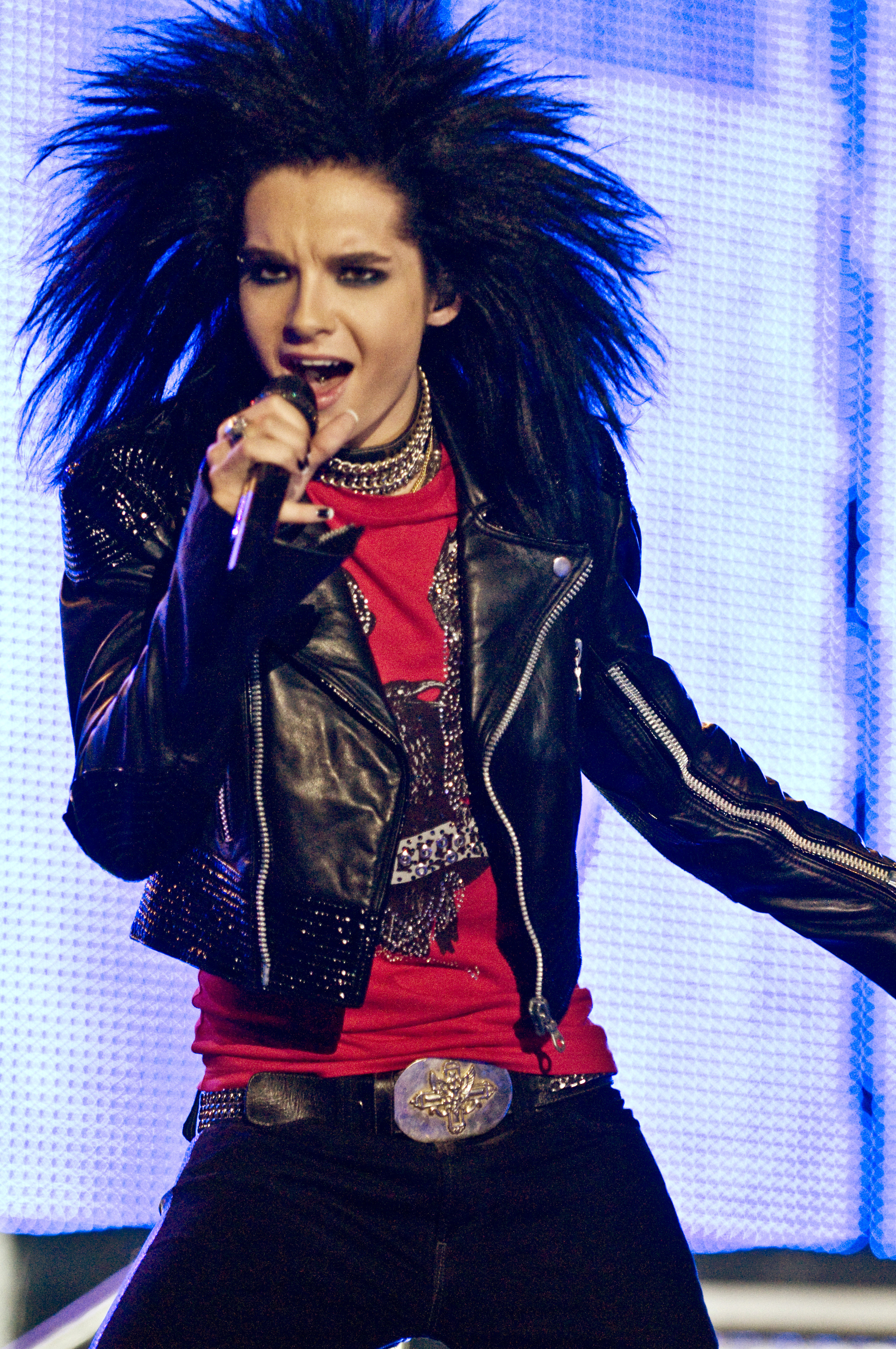
Билл Каулитц на концерте в 2008 году

Билл Ка́улитц (нем. Bill Kaulitz; род. 1 сентября 1989, Лейпциг, ГДР) — вокалист немецкой группы Tokio Hotel. Брат-близнец гитариста группы Тома Каулитца.

## Биография
Билл и его брат-близнец Том Каулитц родились в Лейпциге (Билл родился на 10 минут позже брата – в 6:30). Родители Билла и Тома — Симона и Йорг — развелись, когда близнецам было 7 лет. Когда братьям было по 9 лет, семья переехала из Лейпцига в Лойтше, небольшую деревню в пригороде Магдебурга. Их мать повторно вышла замуж за музыканта Гордона Трюмпера.
В 2001 году братья совместно с двумя друзьями — Густавом Шефером и Георгом Листингом — основали группу «Devilish», которой впоследствии было дано другое название — Tokio Hotel. В 2003 году Билл принял участие в шоу «Star Search» (аналог «Народного артиста»), но проиграл в четвертьфинале. На этом шоу его заметил Петер Хоффман, который впоследствии стал одним из четырёх продюсеров группы и значительно способствовал её продвижению. Билл стал заниматься вокалом, так и не освоив клавишные, потому что не имел необходимого для этого терпения. Кроме того, он никогда не учился музыке и не владеет нотной грамотой, но высоко ценит самостоятельно сделанную музыку.
Билл озвучивал главную роль в немецкой версии фильма «Артур и минипуты». Позднее вышла вторая часть фильма, в озвучивании которого также принимал участие Билл Каулитц, озвучивавший Артура в немецкой версии.
Характерная причёска Билла стала частью его уникального образа в первые годы существования Tokio Hotel, что порождало слухи о его сексуальной ориентации, которые он опровергал неоднократно. В 2007 году его даже внесли в список «100 абсолютно несексуальных женщин» по версии журнала FHM (самой непривлекательной признали Бритни Спирс). При этом он занял в 2008 году 6-е место в рейтинге MTV «Человек года»
19 января 2010 года Билл впервые выступил в роли модели на показе модного дома Dsquared.

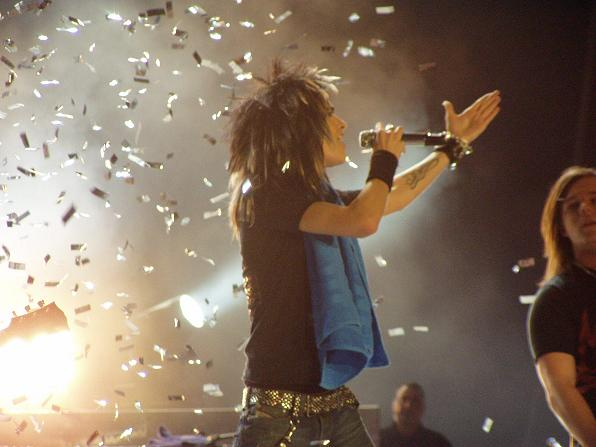
Билл Каулиц на концерте 27.09.2007 в СК «Олимпийский» Москва, Россия (2007)

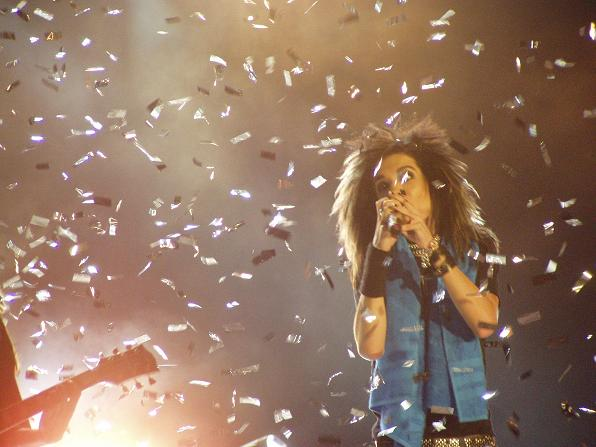
Билл Каулиц на концерте 27.09.2007 в СК «Олимпийский» Москва, Россия (2007)

В 2010 году Билл и Том появились на обложке октябрьского номера L’Uomo Vogue. Фотосессия проходила во дворце Бискари (Palazzo Biscari) в Катании, Сицилия.
Билл и его брат-близнец Том в октябре 2010 года переехали из Гамбурга в Лос-Анджелес. В Лос-Анджелесе Билл и Том работают над новым музыкальным материалом. В интервью Bild в сентябре 2012 года Билл сказал:

«Мы уже два года пытаемся скрыться. Мы хотели найти место, где можно пожить своей жизнью. Мы чувствуем себя комфортно в Лос-Анджелесе, живя с нашими четырьмя собаками». Оригинальный текст (нем.)«Wir haben jetzt zwei Jahre ganz konsequent versucht, uns zu verstecken. Wir wollten einen Ort, wo wir uns zurückziehen können, um privat zu sein. Wir fühlen uns in L. A. wohl, leben dort zusammen mit unseren vier Hunden.»
На вопрос «Где сегодня вы чувствуете себя как дома?» в этом же интервью Билл ответил: 

«Всегда там, где наша семья. Конечно, наши корни в Германии, здесь всегда будет ощущение нашего дома. Но Том и я можем быстро освоиться где угодно»Оригинальный текст (нем.)«Eigentlich immer da, wo unsere Familie ist. Natürlich sind unsere Wurzeln in Deutschland, da wird immer das Heimatgefühl sein. Aber Tom und ich können uns überall schnell einleben.»
Билл и Том дважды принимали участие в кампаниях PETA.
В ноябре 2010 года братья приняли участие в кампании PETA «Wildtiere raus aus dem Zirkus!» («Уберите диких животных из цирка!»). Близнецы приняли участие в фотосессии со слоганом «Sklaven der Unterhaltungsindustrie: Wildtiere raus aus dem Zirkus!» («Рабы индустрии развлечений: уберите диких животных из цирка!»), выступив против использования животных в индустрии развлечений.
В марте 2012 года Билл и Том приняли участие в кампании PETA против истребления бездомных животных к Чемпионату Европы по футболу 2012 на Украине «Stoppt Tierquälerei für die EM 2012» («Остановите жестокость к животным к Евро-2012»).
Билл и Том стали судьями в жюри юбилейного десятого сезона шоу телеканала RTL «Deutschland sucht den Superstar» 2013 (DSDS 2013) («Германия ищет суперзвезду» 2013) вместе с Матео из группы Culcha Candela и Дитером Боленом.
Жюри приступило к работе осенью 2012 года, проведя кастинги, съемки которых проходили в Берлине и Бад-Дрибурге, Германия, и в Виллемстаде, Кюрасао, Карибы. Десятый сезон шоу начался 5 января 2013 года.
Билл Каулитц является обладателем награды 2011 в конкурсе сайта STAR PLANETE. Ранее он побеждал летом этого года в категории «Международный Мужчина-Артист», без особых трудностей, обогнав Джастина Бибера и Jonas Brothers. Затем он был выставлен против победителей 10 других категорий в течение 10 недель. Борьба была очень трудной, но многие люди поддерживали его, голосуя день и ночь, удерживая верхнюю позицию, итак он — «Номер 1».
Также Билл Каулитц посетил шоу Хайди Клум «Топ-модель по-немецки».